# Solna strand (métro de Stockholm)
Solna strand, (anciennement nommée Vreten) est une station de la Ligne T10 (Blå Linjen/Ligne Bleue) du métro de Stockholm. Elle fut ouverte le 19 août 1985. La station se situe dans le quartier de Huvudsta dans la ville de Solna. Vreten est une aire industrielle et c'est à cause de cela que la station est fermée pendant la nuit, même si les trains de la ligne y passent. La station est située à environ 28 mètres sous terre. La distance entre Sundbybergs Centrum et l'un des deux terminus de la ligne, Kungsträdgården est de 6,2 kilomètres.
La décoration de la station a été faite par le japonais Takashi Naraha, la station est décorée sur le thème des cubes, d'où le nom de la décoration artistique Himmelen av kub (Le paradis des cubes en français).

## Galerie de photos

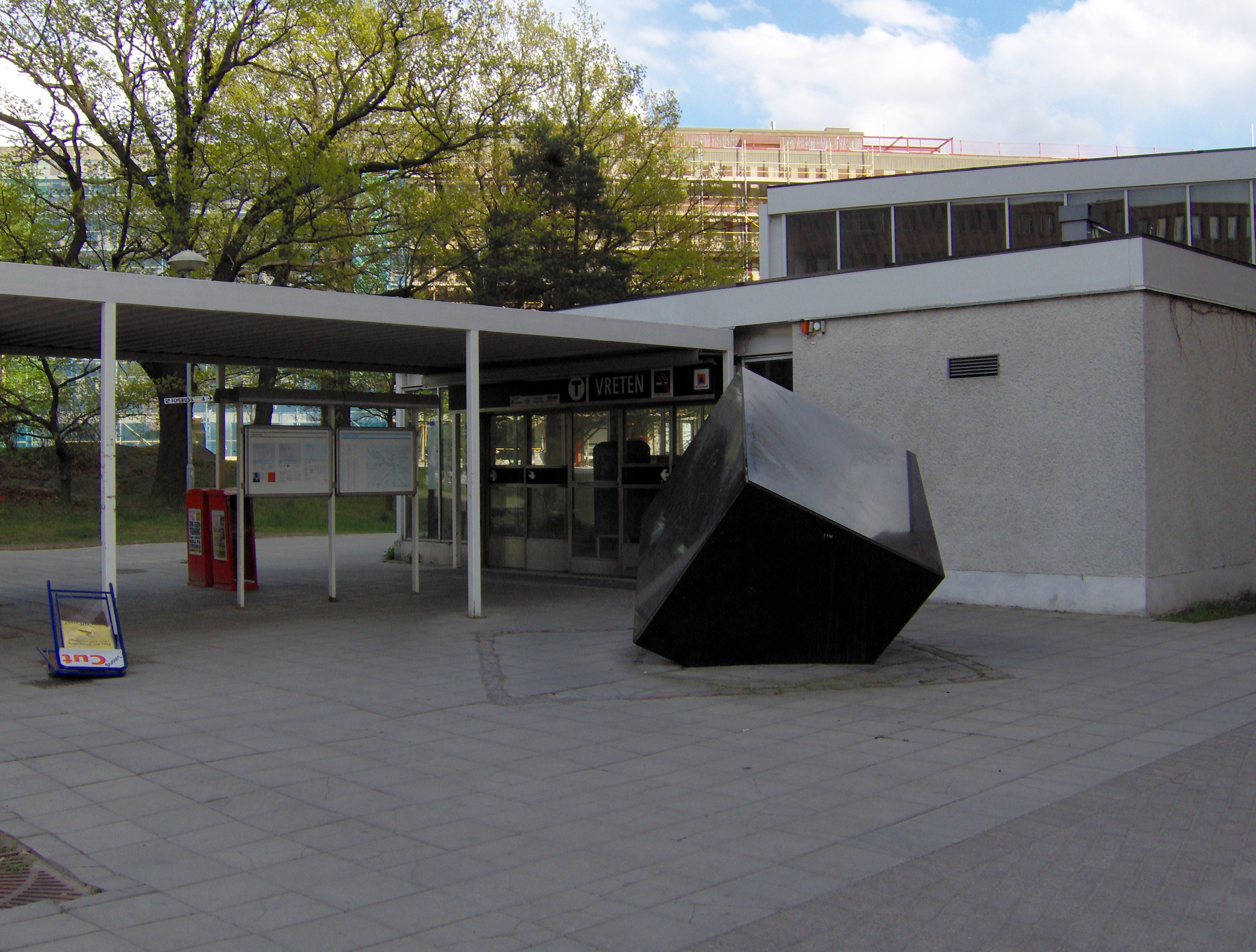
Entrée de la station
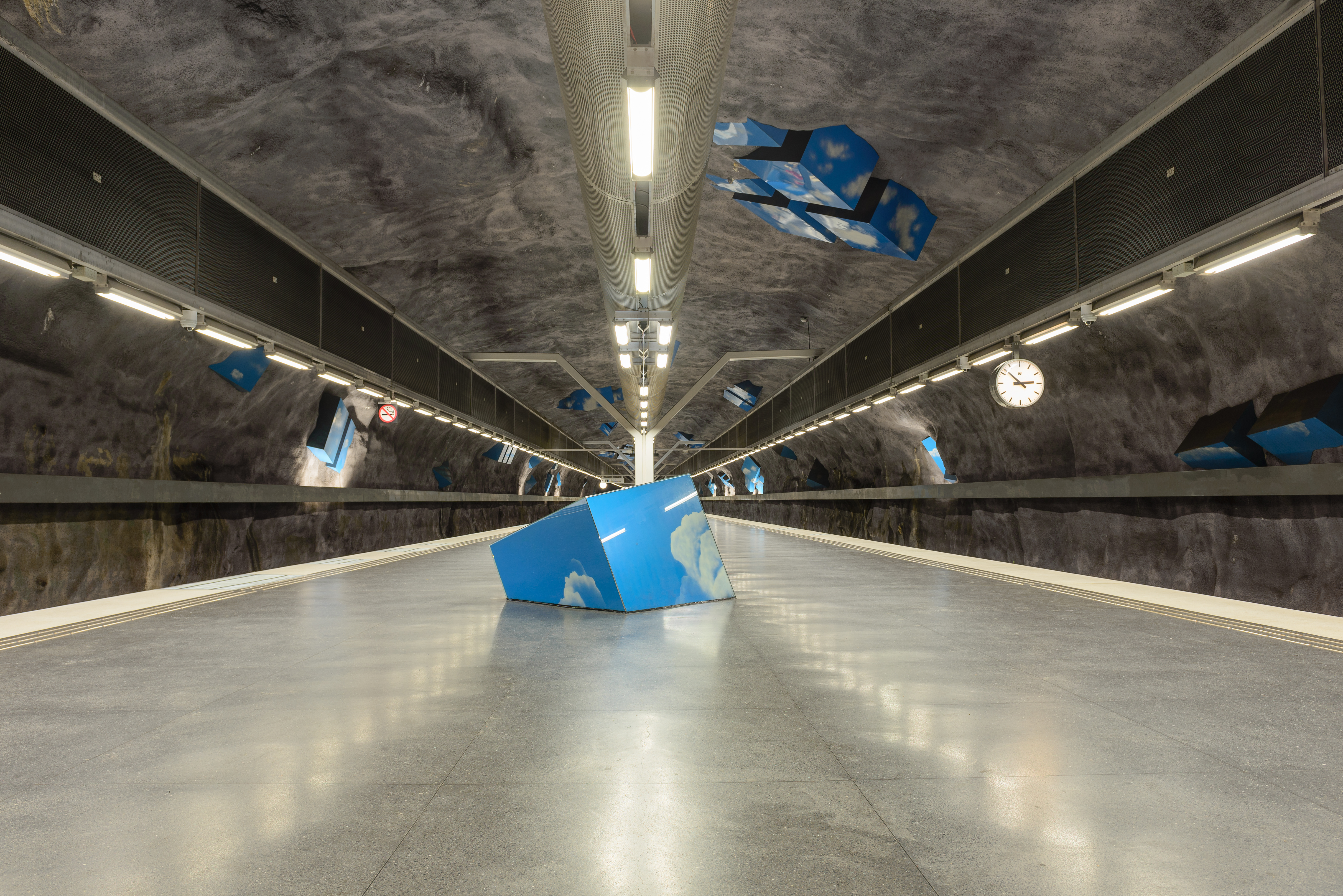
Plateforme